# Константиновск
Константи́новск — город в Ростовской области России, образует муниципальное образование Константиновское городское поселение. Административный центр Константиновского района и Константиновского городского поселения.
Население — 17 055 человек (2019).

## География
Город расположен в центре Ростовской области, на правом берегу реки Дон, в 169 км к северо-востоку от Ростова-на-Дону. Площадь территории — 298 км².

## Геральдика
Герб зарегистрирован в Государственном геральдическом регистре Российской Федерации под № 11794.

## История

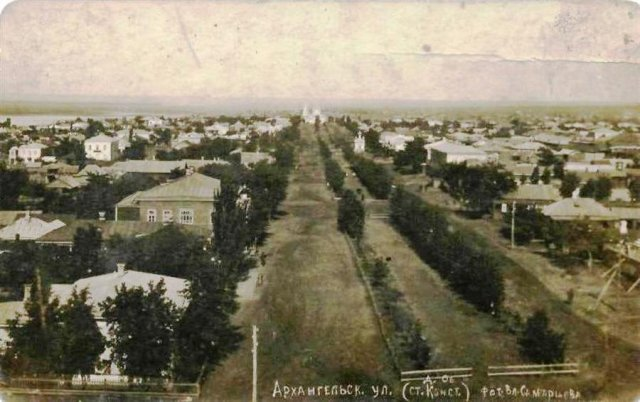
Константиновск, ул. Архангельская

Первые казачьи городки появились на Дону в XVI веке. Это были укреплённые поселения. Обычно они располагались по берегам рек или на островах, защищённых от противника естественной преградой.
Так возник предшественник города Константиновска — Бабей (Бабий) городок на острове Лучка, который находился тремя верстами ниже по течению реки Дон.
Сохранились много преданий, объясняющих имя городка. Самое распространённое — название «Бабий» появилось после одного из татарских набегов, во время которого женщины-казачки оказали своим мужьям поддержку в жестокой битве и помогли отстоять независимость родного поселения.
Существуют и другие версии о происхождении названия станицы Бабской. Так, например, историк Л. М. Щетинин считает, что оно произошло от старинного названия пеликанов — «птица-баба», обитавших в пойме реки Дон в XVI веке.
Первое упоминание о казачьем городке Бабей, Верхние Раздоры (станице Бабской), встречается в «Росписи от Воронежа Доном рекою до Азова, до Чёрного моря сколько верст и казачьих городков и сколько по Дону всего казаков, кои живут в городкех». Документ содержит сведения о местоположении 31казачьего городка, численности их жителей и занятиях. Ростовский учёный В. Н. Королев датирует «Роспись…» предположительно 1593 годом. Поэтому датой основания станицы Бабской принято считать 1593 год.

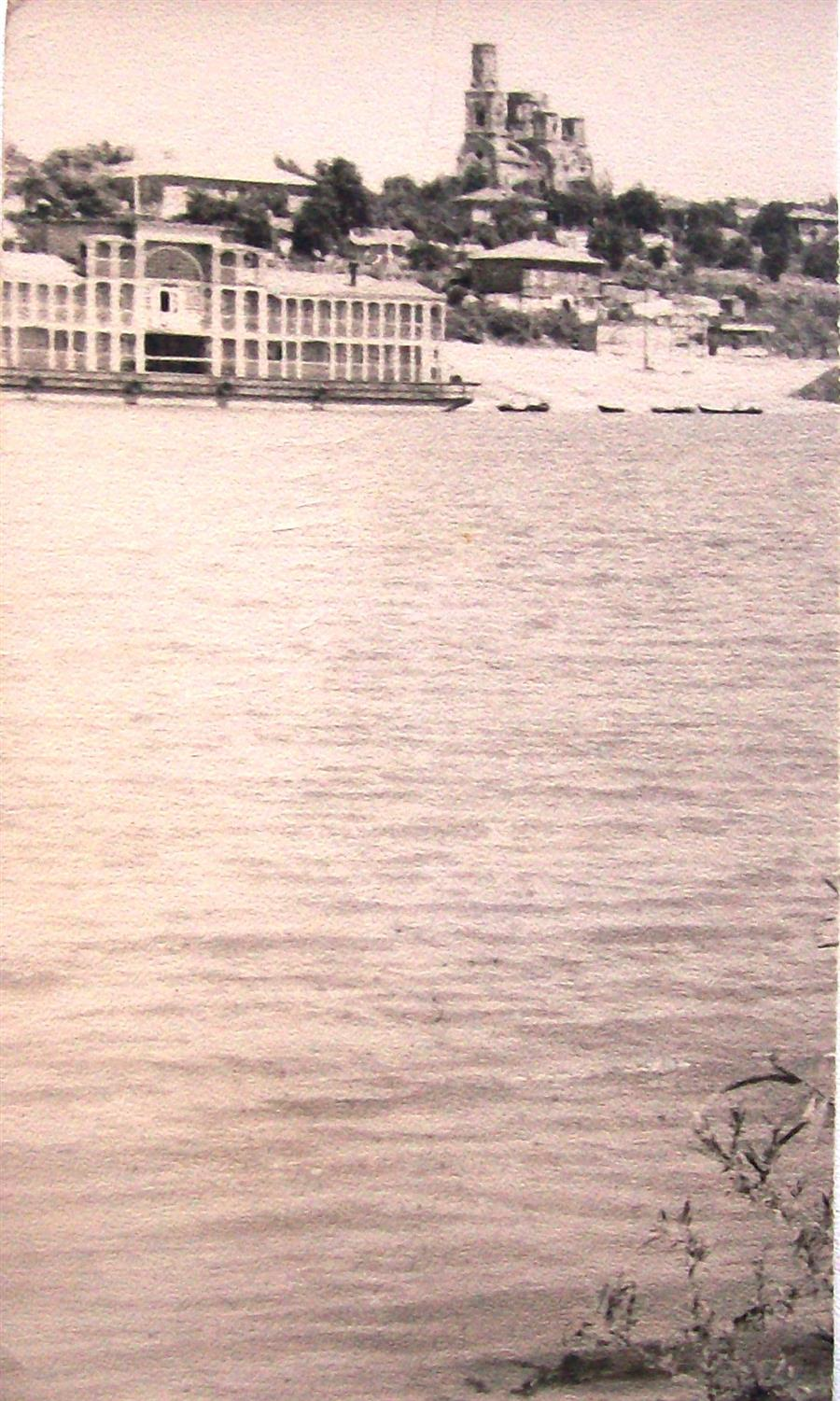
Константиновск, вид на Николаевский собор

Станица Ведерниковская находилась выше по течению реки Дон. Она возникла в 1672 году и получила своё название по имени основателя — казака Ведерникова.
В 1802 году земля донских казаков была поделена на семь округов. Округа назывались: Черкасский, Первый Донской, Второй Донской, Усть-Медведицкий, Хопёрский, Донецкий, Миусский. Во главе округа стоял окружной начальник, как правило, в чине генерала.
В 1835 г. в соответствии с «Положением об управлении Войском Донским» центром I Донского округа была утверждена ст. Ведерниковская.
В 1839 году Департамент военных поселений Земли Войска Донского постановил присоединить ст. Ведерниковскую к ст. Бабской и образовать на её месте ст. Константиновскую. Назвали станицу в честь Великого князя Константина Николаевича Романова.
В апреле 1850 года из ст. Бабской в ст. Константиновскую переселились первые 50 семейств.
В 1859 г. станица состояла из 156 дворов, проживали в ней 922 жителя.
В 1864 г. в основном был закончен переезд станиц на новое место. Центр I Донского округа официально был перенесен в станицу Константиновскую.
С получением статуса «окружной» станица стала застраиваться по строгой планировке, появились улицы и переулки. В 1874 году по главным улицам были расставлены керосиновые фонари, по 3 на каждый квартал.
Здесь охотно селились как казаки, так и всякого рода дельцы — владельцы лавок, хлебных ссыпок и мастерских.
В 1885 г. есаул Фрол Петрович Крюков открыл в станице библиотеку. Спустя два года появилась частная типография Поповой.
В 1908 г. началось возведение наплавного моста через р. Дон. Мост был необходим местным жителям, так как пашни, сенокосы и лес находились на левом берегу реки.
В 1911 г. в станице Константиновской прокладывается водопровод и проводится электроосвещение.
14 октября 1912 года вышел первый номер «Константиновских известий и объявлений». Издателем и редактором газеты был К. М. Болдырев. Газета распространялась бесплатно, а расходы на её издание покрывала торговая реклама. «Константиновские известия…» были первой станичной газетой в Донском крае.
В 1915 г. в станице насчитывается 935 дворов, а населения — 6797 человек.
В начале XX века возводится большое количество кирпичных зданий и домов, станица приобретает современный облик.

### Основание и дореволюционные годы

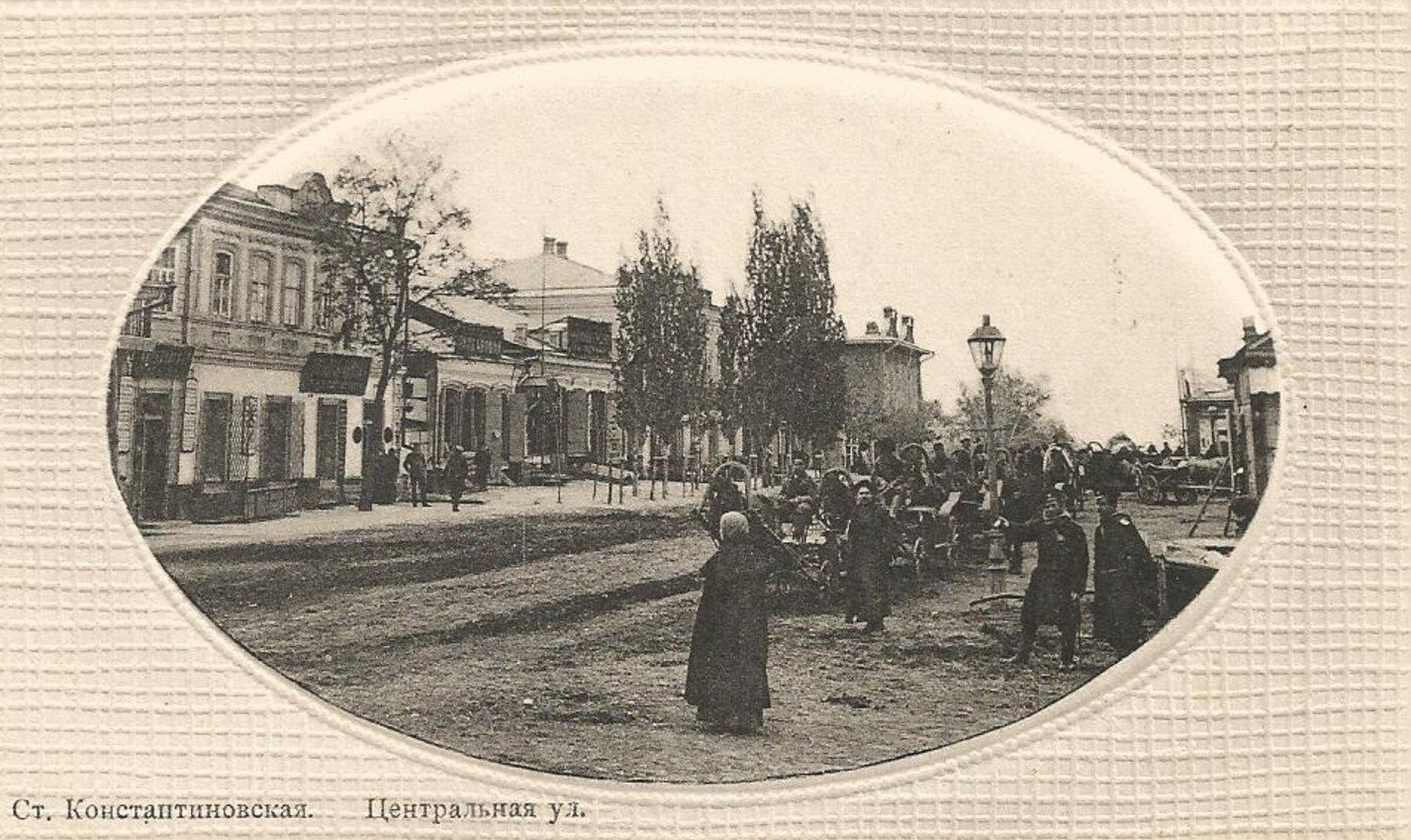
Центральная улица в Константиновске

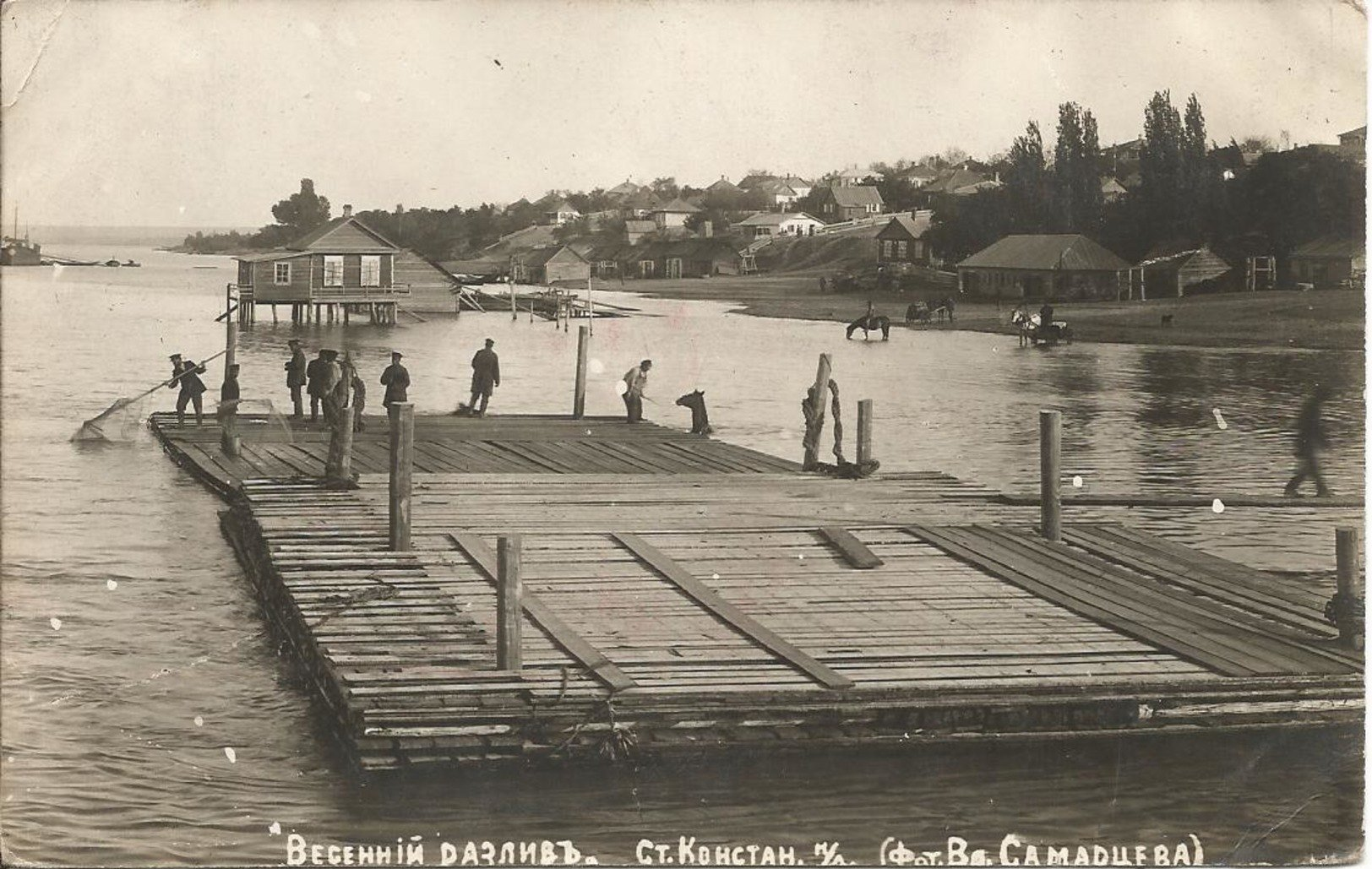
Весенний разлив в станице Константиновская

В 1835 году при образовании 1-го Донского округа его центром была определена станица Ведерниковская (основана в 1762 году). Но поскольку в ней не было условий для новой застройки, связанной с размещением центра, тем же указом предписывалось объединить её со станицей Бабской (Бабинской; основана в 1593 году как казачий городок, с начала XVIII века станица) под общим названием Константиновская.
Первоначально Бабинский городок располагался на острове Лучка, а Ведерниковский на левом Берегу Дона. Фактическое образование станицы Константиновская состоялось только в 1864 году, когда обе станицы были перенесены с левого берега и по-настоящему объединены. Молодая станица строилась по строгой планировке: прямые улицы параллельно реке, переулки — поперек.
Станица благодаря своему выгодному положению быстро разрасталась, появилась лесная биржа, хлебные ссыпки, мастерские лавки. В центре станицы поднялись двухэтажные торговые дома. Со временем в станице открылись казённая гимназия и реальное училище.
Константиновская пробыла столицей 1-го Донского округа до революции. В ней были сосредоточены Учебные заведения, торговые дома, кустарные предприятия.

#### Происхождение названия
Названия объединяемых станиц были от имён первопоселенцев Ведерников и Бабей, новое название присвоено в честь великого князя Константина Николаевича.

### Гражданская война
В годы гражданской войны Константиновская и весь Первый Донской округ считались одним из главных опорных пунктов контрреволюции на Дону. Одно время войсковой атаман и его штаб собирались переехать из Новочеркасска в Константиновскую. Летом 1920 года, когда Донская область уже вся стала советской, врангелевский десант полковника Назарова, высаженный на берегу Азовского моря, устремился к станице Константиновской.

### После революции
После революции в этом районе стало активно развиваться сельское хозяйство, а затем предприятия торговли и социальная сфера. Послевоенная коллективизация, раскулачивание и расказачивание практически полностью разрушили уклад казаков.
В июне 1941 года станица была отнесена к категории рабочих посёлков, с присвоением названия Константиновский.

### Великая Отечественная война
Во время Великой Отечественной войны важнейшая переправа на Дону — Бабинская — подверглась массированным налётам вражеской авиации. Прифронтовой рабочий посёлок Константиновский был сосредоточием военных госпиталей.

#### Освобождение от немецких оккупантов
18 января 1943 года 24-я Гвардейская Краснознамённая и 315-я стрелковая дивизии Красной Армии вошли в посёлок. При освобождении района погибло более 5500 солдат и офицеров, на территории района найдено 26 воинских захоронений.

### Послевоенный период
После войны в рабочем посёлке развивалась переработка сельхозпродукции. Новые возможности для развития города создало строительство Волго-Донского судоходного канала. Константиновская пристань стала пристанью больших многопалубных теплоходов. 
В 1967 году рабочий посёлок Константиновский получил статус города районного подчинения с наименованием Константиновск.
В 1970-е годы развернулось строительство Николаевского гидроузла с плотинами, шлюзами, гидроэлектростанцией. Эта стройка века должна была сделать город энергетическим и промышленным центром юга России. Однако последовавший в СССР экономический кризис поставил крест на этих планах.

### Памятные даты
| Дата                  | Событие |
| --------------------- | --- |
| 1593 год              | Первое упоминание о Бабьем городке |
| 1696 год              | Петр I посетил станицы Бабскую и Ведерниковскую во время 2-го похода в Азов                                                                                      |
| 1836 год              | В станице Бабской открыто первое приходское мужское училище |
| 1864 год              | В результате соединения станиц Бабской и Ведерниковской образовалась окружная станица Константиновская (1 Донской округ)                                         |
| 1866 год              | При окружной почтовой конторе в станице Константиновской открыта телефонная станция                                                                              |
| 1873 год              | В ст. Константиновской открыта телеграфная правительственная станция области Войска Донского                                                                     |
| 1875 год              | В станице Константиновской открылся кирпичный завод |
| 1885 год              | Открыта общественная библиотека |
| 1893 год              | Открыто 4-х классное начальное женское училище |
| 1895 год              | Открыта военно-ремесленная школа |
| 1897 год              | Построена Никольская церковь |
| 1908 год              | Открыто Константиновское реальное училище |
| 1910 год              | Открылась типография А. Родионова и А. Ясенева |
| 1912 год              | Построена Покровская церковь |
| 1912—1913 годы        | В станице Константиновской выпускалась газета «Константиновские известия»                                                                                        |
| 7 марта 1923 года     | Образовалась Константиновская волость в станице Константиновской                                                                                                 |
| июль 1924 года        | Образование Константиновского района с центром в ст. Константиновская                                                                                            |
| 25 декабря 1924 года  | Вышел первый номер районной газеты «Красный хлебороб» (1931−1938 гг. — «Колхозное знамя», до 1963 года — «Знамя коммунизма», в настоящее время — «Донские огни») |
| 22 июня 1931 года     | Открыт Константиновский сельхозтехникум |
| 13 сентября 1937 года | Константиновский район входит в состав Ростовской области |
| 6 июня 1941 года      | станица Константиновская отнесена к категории рабочих посёлков                                                                                                   |
| 19 января 1943 года   | Освобождение р. п. Константиновского от немецких оккупантов |
| 1965 год              | Образование винсовхоза «Ведерники» |
| 1965 год              | В р. п. Константиновском открыта музыкальная школа |
| 20 ноября 1967 года   | Рабочий посёлок Константиновский преобразован в город районного подчинения с наименованием Константиновск                                                        |
| 1971 год              | Построен Константиновский маслосырзавод |
| 1972 год              | В г. Константиновске начато строительство водопровода |
| 1978 год              | Введен в эксплуатацию комбикормовый завод |
| 1978 год              | Создан цех «Водоканал» |
| 5 декабря 1978 года   | В город подведен природный газ |
| 8 мая 1979 года       | Утверждение герба г. Константиновска |
| 1980 год              | В г. Константиновске открыта детская художественная школа |
| 1982 год              | Завершено строительство Константиновского гидроузла |
| 1982 год              | Открыта школа искусств в г. Константиновске |
| 30 января 1991 года   | Организована детско-юношеская конно-спортивная школа |
| 5 ноября 1999 года    | Благословение архиепископом Ростовским и Новочеркасским Пантелеимоном иконописной мастерской «Покров»                                                            |
| 2 октября 2005 года   | Образование Константиновского городского поселения |

## Население
Динамика численности населения
| 1920 | 1939 |
| ---- | ---- |
| 9259 | 9065 |

| 1897    | 1959    | 1970    | 1979    | 1989    | 1992    | 1996    | 1998    | 2000    |
| ------- | ------- | ------- | ------- | ------- | ------- | ------- | ------- | ------- |
| 9300    | ↗10 700 | ↗13 400 | ↗16 112 | ↗18 392 | ↗18 400 | ↗18 800 | ↘18 700 | ↘18 200 |
| 2001    | 2002    | 2003    | 2005    | 2006    | 2007    | 2008    | 2009    | 2010    |
| ↘18 000 | ↗18 801 | ↘18 800 | ↘18 700 | ↘18 600 | ↘18 500 | →18 500 | ↘18 374 | ↘17 926 |
| 2011    | 2012    | 2013    | 2014    | 2015    | 2016    | 2017    | 2018    | 2019    |
| ↘17 900 | ↘17 808 | ↘17 771 | ↘17 543 | ↘17 437 | ↘17 391 | ↘17 317 | ↘17 160 | ↘17 055 |
| 2020    | 2021    |         |         |         |         |         |         |         |
| ↘16 891 | ↗17 207 |         |         |         |         |         |         |         |

На 1 января 2025 года по численности населения город находился на 727-м месте из 1124 городов Российской Федерации.

## Экономика
Константиновск — центр сельскохозяйственного района, где возделываются зерновые и технические культуры, в том числе подсолнечник.

## Инфраструктура

### Водный транспорт
Вдоль южной границы района с востока на запад протекает судоходная река Дон, вдоль западной границы - река Северский Донец, судоходная в течение 240 календарных дней, с конца марта по ноябрь. На реках имеются 3 хлебоприемных пункта (два на р. Дон и один - на р. Северский Донец), располагающие возможностью загружать водные суда типа «река-море» грузоподъёмностью до 3 тысяч тонн.
Пропуск судов в период навигации осуществляется Константиновским гидроузлом.

### Автомобильный транспорт
Константиновский район пересекают автомагистрали регионального значения:
1. «Шахты – Цимлянск»
2. «Константиновск – Тацинский»
Пассажирские перевозки в Константиновском районе осуществляют предприятия такие как:
- ОАО «Константиновскавтотранс»(ул. 24-й Гвардейской Дивизии, 12), междугородние и межрайонные перевозки. В 2018 году был закрыт. На настоящий момент в областной центр курсируют проходящие автобусы малой вместимости.
- Константиновское МУП «КАТП» (прекратил существование 01.01.2017)
В городе расположен Константиновский остановочный пункт ПАО «Донавтовокзал».(Закрыт)

#### Городской общественный автомобильный транспорт
Перевозку пассажиров городскими автобусами осуществляет МУП "Константиновское АТП". В городе курсирует 3 маршрута автобусов.

### Образование

#### Среднее профессиональное образование
- ГБПОУ РО «Константиновский технологический техникум»
- ГБПОУ РО «Константиновский педагогический колледж»
- ГБПОУ РО «Константиновский техникум агроветтехнологий и управления»

#### Среднее общее образование
- МБОУ «Средняя общеобразовательная школа №1»
- МБОУ «Средняя общеобразовательная школа №2»
- МБОУ «Вечерняя (сменная) общеобразовательная школа»

#### Дошкольное образование
- детский сад № 1 «Аленушка»
- детский сад № 2 «Ладушки»
- детский сад № 3 «Солнышко»
- детский сад № 4 «Золотой ключик»
- детский сад № 5 «Улыбка»
- детский сад 14 Теремок

#### Дополнительное образование
- «Детская школа искусств Константиновского района»
- Центр внешкольной работы
- «Детско- юношеская спортивная школа №1»
- «Детско- юношеская спортивная школа № 2»

### Здравоохранение
В Константиновске расположено основное лечебное учреждение района.
- МБУЗ «Центральная районная больница» Константиновского района[25],в структуре которой имеется поликлиника, стационар, в том числе дневного пребывания, терапевтическое, инфекционное отделения, стоматология,

## Достопримечательности

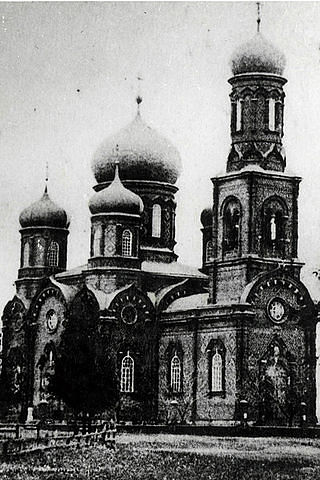
Николаевский собор в Константиновске

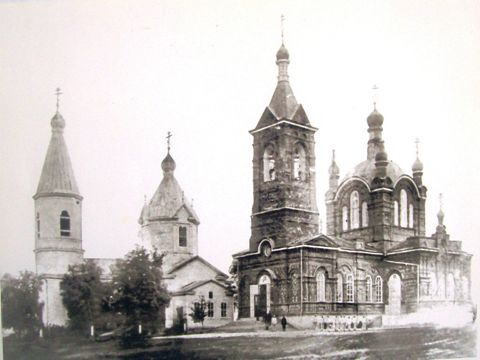
Константиновск, Покровский собор

- Покровская церковь (1912, архитектор А. Федоров) имеет три престола. Центральный предел-во имя Покрова Пресвятой Богородицы, северный-Святого великомученика и Целителя Пантелеимона, южный-святителя Николая Чудотворца. 24 июня 1912 года главный престол  имя Покрова Пресвятой Богородицы освящен Высокопреосвященным Владимиром (Сеньковским) архиепископом Донским и Новочеркасским.

Построена Покровская церковь в Константиновске в кирпичном стиле. В здании использованы элементы  византийской, итальянской архитектуры эпохи Возрождения, древнерусской архитектуры. В её основе положен продольно-осевой план, в соответствии с которым в здании симметрично расположены по оси восток-запад алтарь, трапезная и колокольня.
Алтарь, вместо обычного полукружия снаружи, исполнен гранёными выступами с основным центральным. К ядру храма примыкает главный алтарь и два придела. Ядро имеет приближенный к квадрату план с четвериком, увенчанным пятиглавием. Прямоугольная  трапезная представляет собой связующее звено храма и колокольни. Колокольня храма двухъярусная.
Покровская церковь построена из кирпича. Наружная кирпичная кладка стен оставлена не оштукатуренной, что  является  важный художественным элементом оформления фасада храма.
Храм имеет полуциркульные окна, их обрамление решено в виде профилированных кирпичных архивольт с декоративными  контрналичниками. Южный и северный фасады церкви выполнены аналогично. Симметричный первый ярус фасада храма выделен тремя полуциркульными оконными проемами, ограниченными раскреповками, выполненными в виде филёнок с завершёнными лопатками. Храм завершен в виде маленькой главки на восьмигранном основании, которое укреплено аркатурным поясом.
Первоначально крыша храма была покрыта железом, окрашенным зелёной масляной краской. На храме была одна большая главка, пять средних и три малых, которые завершались позолоченными крестами. Вход на хоры и колокольню был по деревянной лестнице, окрашенной в  светло-зелёный цвет, балясины хоров были окрашены в светло-голубой. Полы церкви выложены плиткой.
- Михайло-Архангельская церковь.[26]
- Церковь Николая Чудотворца.
- Храм Преображение Господне (1999).
- Свято-Преображенский храм на ул. Овчарова, 4; освящен 22 июня 1896 года.
- Памятник неизвестному советскому лётчику в Парке десантников.
- Мемориальная площадь (архитектор Золотов Ю.Ф.) с Мемориалом павшим и братским захоронением воинов, павших при освобождении города Константиновска в январе 1943 года. Здесь похоронено 183 человека.
- Стадион.
- Памятник В.И. Ленину установлен на центральной площади имени Ленина, открыт 5 ноября 1983 года. Высота фигуры 3 метра, выполнена в металле. Автор - скульптор Станислав Васильевич Муха.
- Памятный знак в честь казаков-героев 1812 года.
- Бюст М. И. Платову.
- Памятный знак погибшим казакам в годы Гражданской войны.
- Обелиск Памяти борцам революции Дмитрию Деомидовичу Топилину и Демьяну Петровичу Комарову
- Памятный знак «Георгиевский крест».
- Обелиск в честь 50-летия Советской власти.
- Обелиск в память о погибших шахтёрах-красногвардейцах.
- Поклонный крест разрушенному Николаевскому храму.
- Мемориальный комплекс героям Гражданской войны.
- Памятный знак воинам, погибшим в 1942 году на переправе через реку Дон.
- Памятник мирным жителям, расстрелянным во время оккупации.
- Мемориал воинам, погибшим в годы Великой Отечественной войны в январе 1943 года.
- Могила неизвестного солдата.
- Обелиск выпускникам школы, погибшим в годы Великой Отечественной войны.
- Бюст герою Советского Союза Союза С. Здоровцеву.
- Памятник десантникам.
- Памятник чернобыльцам.

## Памятники архитектуры

### Особняк Сивякова
Необычный архитектурный облик имеет здание на улице Ленина города Константиновска. В 1906 году купец Н. И. Сивяков, один из самых богатых людей станицы, на берегу реки Дон возвел особняк в стиле «модерн» с элементами «псевдо-готики». Парадный вход с улицы вел на второй этаж, где находилась гостиная, рабочие кабинеты, бильярдная и балкон. На третьем этаже располагались две большие спальни и ванная комната. С чёрного входа можно было попасть на первый этаж, где находились подсобные помещения, кухня и жила прислуга купца.
Сивякову принадлежал и привезённый из Парижа первый автомобиль, появившийся на станичных улицах в 1914 году.
Особняк купца Сивякова является памятником архитектуры (Пр-з ГУ Обл. инспекц. от 31.12.2002 г. № 124).

### Торговый дом Плотникова
Большинство архитектурных памятников Константиновска построены в стиле эклектика. Данная архитектурная практика позволяла сочетать конструктивные и декоративные формы различных стилей — барокко, рококо, итальянского Ренессанса и др.
Воплощением этого архитектурного стиля является здание на пересечении улиц 25 Октября и Ленина, торговый дом, принадлежавший в начале XX века купцу Плотникову.
Довольно внушительно выглядит здание снаружи, но гораздо сильнее оно удивляло размерами и вместительностью складов, расположенных в подвальном помещении. Торговали здесь мануфактурой (ткани, текстильные изделия) и иконами.
Здание является памятником архитектуры (Пр-з ГУ Обл. инспекц. от 31.12.2002 г. № 124)

### Дом купца Панченко
На пересечении улиц 25 Октября и Карташова г. Константиновска находится дом купца Панченко, возведённый в 1910 году. На первом этаже дома размещалась аптека Валентиновича, где помимо лекарств можно было получить медицинскую помощь. На втором этаже находилось женское реальное училище.
Здание является памятником архитектуры (Пр-з ГУ Обл. инспекц. от 31.12.2002 г. № 124)

### Дом Тренёва
Станица Константиновская вошла заметной вехой в биографию писателя-драматурга Константина Андреевича Тренёва. Сюда приезжал журналист Тренёв в творческие командировки или на отдых. Жительницей станицы была супруга писателя Лариса Ивановна Сокольская. В Константиновской в доме настоятеля Николаевского храма Иоанна Сокольского семья Тренёва проживала с 1914 по 1916 год. В эти годы Константином Андреевичем были написаны рассказы: «В станице», «По тихой воде», «В родном углу», «Святки», «Вечная любовь» и другие.
Дом настоятеля Николаевского храма Иоанна Сокольского, возведённый в 1885 году, является памятником истории (Пр-з ГУ Обл. инспекц. от 31.12.2002 г. № 124).
К 100-летию писателя Тренёва на доме установлена мемориальная доска.

## Культура и искусство
- Иконописная мастерская «Покров» при Покровской церкви.

## Известные уроженцы
- Борисов, Юзик Иванович (28.11.1933—29.06.1999) — токарь Армавирского опытного машиностроительного завода «Главнефтеснаба» РСФСР, Краснодарский край. Герой Социалистического Труда
- Додатко, Алексей Игоревич (15.08.1975) — председатель Законодательного собрания Красноярского края.
- Савельев, Евграф Петрович (1860—1927) — исследователь истории казачества.
- Турчанинов, Иван Васильевич (Джон Бэзил Турчин) (1822—1901) — бригадный генерал армии северян во время Гражданской войны в США, сподвижник Авраама Линкольна.
- Тюрьморезов, Александр Павлович (1881—1930) — ботаник, врач, педагог, виноградарь, первый главный редактор константиновской газеты «Казак».
- Чехиркин, Александр Константинович (1986) — чемпион России и Европы по греко-римской борьбе.
- Шаталов, Игорь Анатольевич (15.12.1973) - дирижер, педагог, подполковник запаса, лауреат Международного конкурса, старший преподаватель Новосибирской государственной консерватории им. М.И. Глинки.